# طواف أمريكا للدراجات 2020
طواف أمريكا للدراجات 2020 (بالإنجليزية: 2020 UCI America Tour)‏ هو الموسم 16 من  طواف أمريكا للدراجات،  بدأ في 23 أكتوبر 2019، واختُتم في 10 أكتوبر 2020.

## السباقات
| طواف أمريكا للدراجات          | طواف أمريكا للدراجات | طواف أمريكا للدراجات          | طواف أمريكا للدراجات | طواف أمريكا للدراجات | طواف أمريكا للدراجات | طواف أمريكا للدراجات | طواف أمريكا للدراجات |
| التاريخ                       | #                    | السباق                        | الفائز               | الثاني               | الثالث               |                      |                      |
| ----------------------------- | -------------------- | ----------------------------- | -------------------- | -------------------- | -------------------- | -------------------- | -------------------- |
| 23 أكتوبر – 01 نوفمبر 2019    | 1                    | فولتا غواتيمالا               | مانويل روداس         | Alfredo Ajpacajá ‏    | Mardoqueo Vásquez ‏   |                      |                      |
| 16 – 25 ديسمبر 2019           | 2                    | فولتا كوستاريكا               | Daniel Bonilla ‏      | Efrén Santos ‏        | Luis López ‏          |                      |                      |
| 12 – 19 يناير 2020            | 3                    | فولتا تاشيرا                  | Roniel Campos ‏       | خوان خوسيه رويز ‏     | كيفن ريفيرا          |                      |                      |
| 11 – 16 فبراير 2020           | 4                    | طواف كولومبيا                 | سيرجيو هيغويتا       | دانييل مارتينيز      | جوناثان كايسيدو      |                      |                      |
| 15 مارس                       | 5                    | Gran Premio de la Patagonia ‏  | خوسيه تيتو هرنانديز  | أوسكار سبييا ريبيرا  | بابلو ألاركون ‏       |                      |                      |
| 17 يونيو 2020 – 21 يونيو 2021 | 8                    | تور دي بوس                    | تم إلغاء السباق      |                      |                      |                      |                      |
| 10 يوليو                      | 7                    | Chrono Kristin Armstrong ‏     | تم إلغاء السباق      |                      |                      |                      |                      |
| 12 يوليو                      | 9                    | White Spot / Delta Road Race ‏ | تم إلغاء السباق      |                      |                      |                      |                      |
| 23 أكتوبر – 01 نوفمبر 2020    | 6                    | فولتا غواتيمالا               | Mardoqueo Vásquez ‏   | Santiago Ordóñez ‏    | بايرون غواما         |                      |                      |